# READY!!
《READY!!》是偶像大師「THE IDOLM@STER ANIM@TION MASTER」系列的第一張單曲，於2011年8月10日經日本古倫美亞發行。本曲是同名電視動畫《偶像大師》的第一期片頭曲，並由動畫中的組合「765PRO ALLSTARS」十三人演唱。

## 概要
《READY!!》在製作時以「與《GO MY WAY!!》相似但曲調不同、且有開始感覺的歌曲」為目標，是一首「在光明之中向夢想前進的歌曲」；而B面曲《成人的開始》和《回憶的開始》則分別以電視動畫的第二和三集為基礎寫成。
本單曲的初回限定盤的DVD收錄了中村繪里子、淺倉杏美、沼倉愛美和原由實4人的對話、演唱會《THE IDOLM@STER 6th ANNIVERSARY LIVE SMILE SUMMER FESTIV@L!》中《READY!! (TV size)》、《GO MY WAY!! (M@STER VERSION)》兩曲，以及無字幕版的動畫開場片段。
《READY!!》曾與動畫第二期主題曲《CHANGE!!!!》合成為《READY!! & CHANGE!!!! SPECIAL EDITION》，並在電視動畫最後一集的表演中播出。此曲後來收錄於2012年2月1日發售的《THE IDOLM@STER ANIM@TION MASTER 07》中。
2013年《THE IDOLM@STER 8th ANNIVERSARY HOP!STEP!!FESTIV@L!!!》巡迴演唱會的各個會場內，主辦方限量售賣收錄了765PRO ALLSTARS個成員單獨演唱版本的專輯《THE IDOLM@STER ANIM@TION MASTER READY!! Solo・Remix》，並原定於名古屋公演後在該市Animate分店設置特別攤位售賣，但因CD已全數於會場內售罄而取消。
本曲是偶像大師與LoveLive!的μ's成員在「Animelo Summer Live 2015」中共演的第一首歌曲，這是兩個組合史上首次於同一舞台上合作演出。

## 收錄曲目
1. READY!!（M@STER VERSION） [4:25]
歌：765PRO ALLSTARS
作詞：yura、作曲・編曲：神前暁
2. 成人的開始（おとなのはじまり） [3:44]
歌：水瀨伊織（釘宮理惠）、高櫬彌生（仁後真耶子）、雙海亞美 / 真美（下田麻美）
作詞：白瀨彩、作曲：小野貴光（日语：小野貴光）、編曲：竹中文一
3. 回憶的開始（おもいでのはじまり） [4:50]
歌：天海春香（中村繪里子）、菊地真（平田宏美）、萩原雪步（淺倉杏美）
作詞・作曲：白戶佑輔（日语：白戸佑輔）、編曲：草野義弘（日语：草野よしひろ）、白戶佑輔
4. READY!!（M@STER VERSION）Instrumental
作詞：yura、作曲・編曲：神前暁

## 收錄專輯
| 曲名                                         | 專輯                                                                    | 發售日        | 備註                       |
| -------------------------------------------- | ----------------------------------------------------------------------- | ------------- | -------------------------- |
| READY!!                                      | THE IDOLM@STER ANIM@TION MASTER 02                                      | 2011年9月7日  | 電視動畫版1st專輯 電視版   |
| READY!! -BOSSA NOVA Rearrange Mix-           | THE IDOLM@STER PERFECT IDOL 04                                          | 2012年4月26日 | 重新編曲版，水瀨伊織獨唱版 |
| READY!!(M@STER VERSION) 春香Solo・Remix（ソロ・リミックス）  | THE IDOLM@STER ANIM@TION MASTER READY!! Solo・Remix                     | 2013年7月7日  | 天海春香獨唱版             |
| READY!!(M@STER VERSION) 美希Solo・Remix      | THE IDOLM@STER ANIM@TION MASTER READY!! Solo・Remix                     | 2013年7月7日  | 星井美希獨唱版             |
| READY!!(M@STER VERSION) 千早Solo・Remix      | THE IDOLM@STER ANIM@TION MASTER READY!! Solo・Remix                     | 2013年7月7日  | 如月千早獨唱版             |
| READY!!(M@STER VERSION) やよいSolo・Remix    | THE IDOLM@STER ANIM@TION MASTER READY!! Solo・Remix                     | 2013年7月7日  | 高槻彌生獨唱版             |
| READY!!(M@STER VERSION) 雪歩Solo・Remix      | THE IDOLM@STER ANIM@TION MASTER READY!! Solo・Remix                     | 2013年7月7日  | 萩原雪步獨唱版             |
| READY!!(M@STER VERSION) 真Solo・Remix        | THE IDOLM@STER ANIM@TION MASTER READY!! Solo・Remix                     | 2013年7月7日  | 菊地真獨唱版               |
| READY!!(M@STER VERSION) 亜美/真美Solo・Remix | THE IDOLM@STER ANIM@TION MASTER READY!! Solo・Remix                     | 2013年7月7日  | 雙海亞美/真美獨唱版        |
| READY!!(M@STER VERSION) 伊織Solo・Remix      | THE IDOLM@STER ANIM@TION MASTER READY!! Solo・Remix                     | 2013年7月7日  | 水瀨伊織獨唱版             |
| READY!!(M@STER VERSION) あずさSolo・Remix    | THE IDOLM@STER ANIM@TION MASTER READY!! Solo・Remix                     | 2013年7月7日  | 三浦梓獨唱版               |
| READY!!(M@STER VERSION) 律子Solo・Remix      | THE IDOLM@STER ANIM@TION MASTER READY!! Solo・Remix                     | 2013年7月7日  | 秋月律子獨唱版             |
| READY!!(M@STER VERSION) 貴音Solo・Remix      | THE IDOLM@STER ANIM@TION MASTER READY!! Solo・Remix                     | 2013年7月7日  | 四條貴音獨唱版             |
| READY!!(M@STER VERSION) 響Solo・Remix        | THE IDOLM@STER ANIM@TION MASTER READY!! Solo・Remix                     | 2013年7月7日  | 我那霸響獨唱版             |
| READY!!(M@STER VERSION)                      | THE IDOLM@STER 765PRO ALLSTARS+ GRE@TEST BEST! -THE IDOLM@STER HISTORY- | 2013年9月18日 | 完整版                     |

## 翻唱版本
- Customize（カスタマイズ）：收錄於2013年4月10日發售的單曲《魔法公主》（もののけ姫）。
- 福原香織：收錄於2013年5月1日發售的單曲《Special Ani研Vol.1 feat.福原香織 and ARM》（すぺしゃアニ研Vol.1 feat.福原香織 and ARM）。
- M.O.E.（羽多野渉、寺島拓篤）：收錄於2014年4月9日發售的專輯《那天見到夢了CD》（あの日に夢見たCD）。

## 外部連結
- 日本古倫美亞：THE IDOLM@STER ANIM@TION MASTER 01 READY!!（页面存档备份，存于） （日語）